# Crema con urea
La urea, también conocida como crema con carbamida, se usa como medicamento y se aplica en la piel para tratar la sequedad y la picazón, como puede ocurrir en psoriasis, dermatitis o ictiosis. También se puede utilizar para suavizar las uñas. 
En adultos, los efectos secundarios son generalmente pocos. Ocasionalmente, puede causar irritación de la piel. La urea actúa en parte suavizando la piel seca. Las preparaciones generalmente contienen de 5 a 50 % de urea. 
Las cremas que contienen urea se han utilizado desde la década de 1940. Está en la lista modelo de medicamentos esenciales de la OMS, los medicamentos más efectivos y seguros que se necesitan en un sistema de salud. Está disponible como medicamento de venta libre. En el Reino Unido, 100 g de crema al 10 % le cuestan al NHS aproximadamente £4,37.

## Usos médicos
La crema de urea está indicada para el desbridamiento y la promoción de la curación normal de las áreas de la piel con hiperqueratosis, particularmente cuando la curación se inhibe por una infección local de la piel, necrosis de la piel, residuos fibrinosos o con picazón o escara.  La afección específica con hiperqueratosis donde la crema de urea es útil incluye: 
- Piel seca y piel áspera. Muy empleada en cosmética como hidratante.
- Dermatitis
- Psoriasis
- Ictiosis
- Eczema
- Queratosis
- Queratoderma
- Callos
- Uñas dañadas, encarnadas y desvitalizadas

## Efectos secundarios
Los efectos secundarios comunes de la urea crema son:
- Irritación leve de la piel
- Sensación de ardor temporal
- Sensación de picazón
- Comezón

En los casos graves, puede haber una reacción alérgica con síntomas como erupción cutánea, urticaria, dificultad para respirar e hinchazón de la boca, cara, labios o lengua.

## Mecanismo de acción
La urea disuelve la matriz intercelular de las células del estrato córneo, promoviendo la descamación de la piel escamosa, resultando eventualmente en el ablandamiento de áreas hiperqueratósicas. En las uñas, la urea causa ablandamiento y, finalmente, el desbridamiento de la placa ungeal. La acción cosmética hidratante de la urea se basa en captación o fijación del agua por su poder higroscópico. 